# دهستان صومای جنوبی
صومای جنوبی، دهستانی است از توابع بخش صومای برادوست شهرستان ارومیه در استان آذربایجان غربی ایران. مرکز این دهستان روستای هشتیان است.

## جمعیت
براساس سرشماری سال ۱۳۸۵ جمعیت آن ۱۳٬۹۱۵ نفر (۲٬۲۵۸ خانوار) بوده‌است.